# Sacro Cuore del Suffragio
Sacro Cuore del Suffragio är en kyrkobyggnad i Rom, helgad åt Jesu heliga hjärta. Den är belägen vid Lungotevere Prati i Rione Prati och tillhör församlingen Sacro Cuore del Suffragio.
Vid kyrkans sakristia finns ett litet museum, tillägnat själarna i skärselden — Museo delle Anime del Purgatorio.
Museet sägs uppvisa bevis för att själar i skärselden har meddelat sig med de levandes värld. Dessa själar har tagit kontakt med efterlevande för att uppmana till bot och bättring. I museet kan besökaren beskåda brännmärken på ett förkläde, ett inbränt handavtryck på ett träbord och ett tumavtryck gjort av en död präst på en sedel.